# Devade indistincta
Devade indistincta är en spindelart som först beskrevs av O. Pickard-Cambridge 1872.  Devade indistincta ingår i släktet Devade och familjen kardarspindlar. Inga underarter finns listade i Catalogue of Life.